# Питер Пэн. Кошмар в Нетландии
«Пи́тер Пэн. Кошма́р в Нетла́ндии» (англ. Peter Pan’s Neverland Nightmare) — британский независимый фильм ужасов режиссёра и сценариста Скотта Чемберса. Третий фильм во франшизе «Вселенная извращённого детства» и переосмысление книг Джеймса Мэтью Барри о Питере Пэне. В роли Пэна — Мартин Портлок, а в образе Венди Дарлинг — Меган Пласито; в картине также сыграли Кит Грин, Питер Десоуза-Фейхони и Чарити Кейс. Лента рассказывает о Венди, отправившейся на поиски своего брата Майкла, похищенного Питером.
«Питер Пэн. Кошмар в Нетландии» был анонсирован в ноябре 2022 года продюсером Рисом Фрейк-Уотерфилдом; тогда же выяснилось, что фильм станет частью «Вселенной извращённого детства». В период с января по июнь 2024 года проходил подбор актёров. Тереза Бэнем, сыгравшая в ленте «Винни-Пух: Кровь и мёд 2» (2024) Мэри Дарлинг — гипнотерапевта Кристофера Робина — исполнила эту роль и в «Кошмаре в Нетландии».
Выход в кинотеатрах США состоялся 13 января 2025 года, в кинотеатрах России — 27 марта. Фильм получил смешанные оценки от критиков и собрал по всему миру $1,2 млн.

## Сюжет
За пятнадцать лет до основного действия картины Питер Пэн работал в цирке, выступая для детей в роли мима. В тот вечер, после очередного представления, Питер пытается украсть тринадцатилетнего Джеймса из его дома. Мать Джеймса, Рокси, защищая сына, вступает в схватку с Пэном и уродует ему лицо, но похититель берёт верх и убивает её, а затем похищает мальчика.
В наши дни Венди Дарлинг живёт в сложной семейной обстановке с младшими братьями Джоном и Майклом и матерью Мэри, которая работает гипнотерапевтом в соседнем городке Эшдаун. В день рождения Майкла Венди подвозит брата до школы и обещает забрать его после уроков. Отвлёкшись на беседу со своим парнем, она не замечает, как Майкл уезжает домой один на велосипеде.
Майкл едет по лесу, где в результате его настигает Питер. Семья Дарлингов получает звонок от Пэна, который сообщает им, что Майкл поедет в «Нетландию». На следующий день Питер, в поисках лучшего друга Майкла, Джоуи, устраивает резню в полном детей автобусе. Одновременно с этим Венди, Джоуи и сестра Джоуи Миа навещают пожилого мужчину, чей ребёнок-трансгендер, Тимми, был много лет назад похищен Питером.
Венди остаётся ночевать в доме семьи Джоуи. Питер приезжает туда и похищает мальчика, убив при этом Мию и её отца Стивена. Тем временем Майкл встречает того самого Тимми («Динь-Динь»). Под действием наркотиков, которыми Питер подвергал её на протяжении многих лет, Динь-Динь верит всему, что Пэн ей внушает, и убеждена, что дети, которых он убивает, на самом деле попадают в Нетландию.
Проследив за Питером до заброшенного особняка, где он держит в заложниках Майкла, Венди незаметно проникает туда. Пэн узнаёт о присутствии незнакомца, а между тем Венди находит Майкла. Брат и сестра разлучаются, когда Питер нападает на них. В закрытом гробу Венди находит Джоуи живым и помогает ему выбраться через окно, после чего обнаруживает изувеченного Джеймса с крюком вместо руки, прикованного цепью в подвале.
Узнав от Венди правду, что её отец скучает по ней, Динь-Динь предаёт Питера, за что платится собственной жизнью. Питер нападает на Венди, откусывает ей два пальца и едва не убивает, но в последний момент сзади появляется Майкл и жестоко его избивает. После этого выбравшийся из подвала Джеймс цепляет тяжелораненого Питера крюком за плечо и утаскивает его в неизвестное место.
Год спустя Майкл празднует свой день рождения вместе с Венди, Джоном и Мэри. Резко раздаётся телефонный звонок. Венди берёт трубку и слышит ту же музыку, которая играла во время первого звонка Питера, и понимает, что он всё ещё жив.

## В ролях
- Мартин Портлок — Питер Пэн
- Меган Пласито — Венди Дарлинг
- Кит Грин — Тимми / Динь-Динь
  - Холден М. Н. Смит — Тимми в детстве
- Питер Десоуза-Фейхони — Майкл Дарлинг
- Чарити Кейс — Джеймс Крюк
  - Лукас Аллерманн — Джеймс в детстве
- Тереза Бэнем — Мэри Дарлинг
- Кэмпбелл Уоллес — Джон Дарлинг
- Харди Юсуф — Джоуи
- Олумиде Олорунфеми — Лилия
- Николас Вудесон — Стивен
- Кирстон Уэринг — Рокси
- Эдди Маккензи — кладовщик

## Создание

«Питер Пэн. Кошмар в Нетландии» на наброске, показанном в финальных титрах картины «Винни-Пух: Кровь и мёд 2», и на кадре из итоговой версии

2 ноября 2022 года компании ITN Studios и Jagged Edge Productions во главе с Рисом Фрейк-Уотерфилдом приступили к разработке фильма ужасов «Питер Пэн. Кошмар в Нетландии». Киноадаптация книг о Питере Пэна в таком жанре стала возможной после того, как права на них перешли в общественное достояние США. Фрейк-Уотерфилд сообщил, что в фильме героиня по имени Динь-Динь будет изображена как «страдающая сильным ожирением» наркоманка. Режиссёром и сценаристом стал Скотт Чемберс, продюсерами — Фрейк-Уотерфилд и Чемберс, выступающий под псевдонимом Скотт Джеффри. В феврале 2023 года выяснилось, что события фильма «Питер Пэн. Кошмар в Нетландии» разворачиваются в той же кинематографической вселенной, что и «Винни-Пух: Кровь и мёд» и «Винни-Пух: Кровь и мёд 2».
В январе 2024 года Jagged Edge Productions опубликовала в сеть арт, на котором изображён Питер Пэн их вселенной; тогда же роли в фильме получили Мартин Портлок, Меган Пласито, Кит Грин, Питер Десоуза-Фейхони и Чарити Кейс. В июне того же года актёрский состав пополнили Николас Вудесон, Кирстон Уэринг, Олумиде Олорунфеми, Тереза Бэнем и Кэмпбелл Уоллес. Бэнем вернулась к роли Мэри Дарлинг, гипнотерапевта Кристофера Робина из картины «Винни-Пух: Кровь и мёд 2». Шон Харрисон и Пола Энн Букер-Харрисон стали SFX-художниками и дизайнерами фильма. Съёмки проходили с 9 мая по 5 июня 2024 года в Лондоне, о чём Чемберс рассказал в своих социальных сетях.
Производство фильма обошлось Jagged Edge Productions и ITN Studios в 250—310 тысяч фунтов стерлингов.

## Релиз
«Питер Пэн. Кошмар в Нетландии» вышел в американский кинопрокат 13 января 2025 года благодаря Iconic Events Releasing. Премьера в российских кинотеатрах состоялась 27 марта.

## Восприятие

### Кассовые сборы
«Питер Пэн. Кошмар в Нетландии» собрал $230 515 в США и $966 135 в других странах, включая Нидерланды, Австралию, Болгарию, Мексику, Колумбию, Испанию и Россию, что в общей сложности составляет $1,2 млн.

### Оценки и отзывы
По данным агрегатора рецензий Rotten Tomatoes, 45 % из 22 экспертов положительно высказались о фильме; средний балл — 5,1/10. Консенсус критиков гласит: «Продолжая тенденцию заурядных ремейков, „Питер Пэн. Кошмар в Нетландии“ использует всеми любимого персонажа ради низкопробного ужастика, которому так и не удалось взлететь». На Metacritic средняя оценка картины — 50 из 100 на основании 4 обзоров, что соответствует «смешанным или средним отзывам».

## Продолжение
По словам режиссёра, в случае большого кассового успеха в разработку будет запущено продолжение, в котором Нетландия — о которой Питер Пэн говорит на протяжении всего повествования — окажется действительно реальным местом.